# Philodendron fibrillosum
Philodendron fibrillosum är en kallaväxtart som beskrevs av Eduard Friedrich Poeppig. Philodendron fibrillosum ingår i släktet Philodendron och familjen kallaväxter.
Artens utbredningsområde är Peru. Inga underarter finns listade.